# José Patricio de la Cuesta y Velarde
José Patricio de la Cuesta y Velarde (La Lastra, 1714 - Medinaceli, 7 de junio de 1768) fue un eclesiástico español.
Estudiante del Colegio Mayor del Arzobispo de la Universidad de Salamanca, fue canónigo magistral de Plasencia y de Cartagena. En 1756 fue nombrado obispo de Ceuta, de donde cinco años después fue trasladado a Sigüenza.